# Mycetophila deceitensis
Mycetophila deceitensis är en tvåvingeart som beskrevs av Duret 1991. Mycetophila deceitensis ingår i släktet Mycetophila och familjen svampmyggor. Inga underarter finns listade i Catalogue of Life.